# Katedrála svatého Ludvíka (Plovdiv)
Katedrála svatého Ludvíka (bulharsky Катедрала „Свети Лудвиг“) je římskokatolická katedrála nacházející se na ulici "Bulevar kněžny Marie-Luisy" v centrální části města Plovdivu v Plovdivské oblasti v jižním Bulharsku. Patronem katedrály je svatý Ludvík IX., francouzský král v letech 1226–1270.

## Charakteristika
Katedrála je jedním z nejvýznamnějších katolických svatostánků v Bulharsku. Je konkatedrálou (spolu se Sofijskou katedrálou svatého Josefa) Sofijsko-plovdivského biskupství. V areálu se nachází samotná budova kostela, zvonice a budova biskupství. Chrámový svátek se slaví 25. srpna.

## Dějiny
Skupina římskokatolických věřících existovala v Plovdivu prokazatelně již v roce 1768, nicméně v té době na území města a okolí neměla k dispozici žádný římskokatolický svatostánek a misionáři sloužili liturgie po domech, často i tajně.[zdroj?] V roce 1836 biskup Ivan Ptaček z řádu redemptionistů získal oficiální povolení na výstavbu malého katolického kostela a ten byl postaven v roce 1839. Později Vatikán odvolal z Plovdivu a okolí Řád redemptionistů a nahradil je kapucíny. Jednomu z nich, italskému biskupovi Andreovi Canova se podařilo docílit výstavbu mnoha římskokatolických svatostánků v Plovdivu a všude v okolí, kde žila katolická menšina. Výstavba současné budovy katedrály, vedená bracigovským mistrem Ivanem Bajaninem, začala v roce 1858 a byla ukončena roku 1861. Katedrála byla vysvěcena biskupem Andreou Canovem dne 25. března 1861. Zvonice byla postavena v roce 1898 ve florentinském stylu podle projektu architekta Mariana Pernigoniho. Budova katedrály byla poškozena zemětřesením v roce 1928 a následným požárem v roce 1931. Byla však opravena a znovu vysvěcena 8. května 1932. V roce 2002 katedrálu navštívil v rámci své návštěvy Bulharska papež Jan Pavel II.